# Alkoven
Alkoven – miejscowość i gmina w Austrii, w kraju związkowym Górna Austria, w powiecie Eferding. Liczy ok. 5,6 tys. mieszkańców.